# Yaniet Marrero López
Yaniet Marrero Lopez est une joueuse d'échecs cubaine née le 4 avril 1983 à Las Tunas.

## Biographie et carrière
Grand maître international féminin depuis 2002, Yaniet Marrero López a remporté le championnat de Cuba féminin en 2011.
Elle a représenté Cuba lors des olympiades féminines d'échecs  à sept reprises de 2000 à 2010 et de 2014 à 2018. En 2010, l'équipe féminine de Cuba finit quatrième de l'olympiade d'échecs de 2010 et Yaniet Marrero López remporta la médaille d'or au troisième échiquier.
Elle a participé au championnat du monde d'échecs féminin en 2015 et 2017 et battit Elina Danielian au premier tour en 2015.